# Malin Persson (militär)
Malin Persson, född 1 augusti 1966, är en svensk militär och överste som sedan 2019 är flottiljchef för Skaraborgs flygflottilj. Därigenom är hon även chef för Såtenäs garnison. Hon är sedan 2016 även adjutant till Kronprinsessan Victoria.
Malin Persson studerade vid krigshögskolan École de Guerre i Paris, där hon hade franska som studiespråk. Sin militära karriär inledde Persson i Flygvapnets stridslednings- och luftbevakningsskola. Hon har därefter haft ett antal olika höga befattningar inom bland annat Svenska flygvapnets och Försvarsmaktens ledning. Bland annat har hon varit ställföreträdande stabschef för Försvarsmaktens insatsledning och därtill svensk förbandschef i FN-insatsen MINUSMA i Mali.